# Cricotopus magus
Cricotopus magus är en tvåvingeart som beskrevs av Hirvenoja 1973. Cricotopus magus ingår i släktet Cricotopus och familjen fjädermyggor. Arten har ej påträffats i Sverige. Inga underarter finns listade i Catalogue of Life.